# Konrad Gruszkowski
Konrad Gruszkowski (ur. 27 stycznia 2001 w Rabce-Zdroju) – polski piłkarz, występujący na pozycji obrońcy w polskim klubie GKS Katowice. W latach 2021–2022 młodzieżowy reprezentant Polski.

## Kariera piłkarska
W latach 2020–2023 występował w Wiśle Kraków. 23 czerwca 2023 podpisał dwuletni kontrakt ze słowackim klubem DAC 1904 Dunajská Streda, z opcją przedłużenia o rok.
10 stycznia 2025 związał się 2,5-letnim kontraktem z GKS Katowice.